# Pherbellia pilosa
Pherbellia pilosa är en tvåvingeart som först beskrevs av Friedrich Georg Hendel 1902.  Pherbellia pilosa ingår i släktet Pherbellia och familjen kärrflugor. Inga underarter finns listade i Catalogue of Life.